# Liste der Baudenkmäler in Vilsheim
Auf dieser Seite sind die Baudenkmäler in der niederbayerischen Gemeinde Vilsheim zusammengestellt. Diese Tabelle ist eine Teilliste der Liste der Baudenkmäler in Bayern. Grundlage ist die Bayerische Denkmalliste, die auf Basis des Bayerischen Denkmalschutzgesetzes vom 1. Oktober 1973 erstmals erstellt wurde und seither durch das Bayerische Landesamt für Denkmalpflege geführt wird. Die folgenden Angaben ersetzen nicht die rechtsverbindliche Auskunft der Denkmalschutzbehörde.

## Baudenkmäler nach Ortsteilen

### Vilsheim
| Lage                                                | Objekt                                            | Beschreibung | Akten-Nr.     | Bild                                              |
| --------------------------------------------------- | ------------------------------------------------- | --- | ------------- | ------------------------------------------------- |
| Ulrich-von-Pusch-Straße 2 (Standort)                | Katholische Pfarrkirche St. Castulus              | Saalkirche mit eingezogenem Chor, spätgotische Anlage anstelle einer älteren Vorgängerkirche, Backsteinbau, gegliedert durch Strebepfeiler am Langhaus und Dreieckslisenen am Chor, südseitig fünfgeschossiger Chorflankenturm mit Spitzbogenblenden und Spitzhelm, Mitte 15. Jahrhundert, Barockisierung ab 1730, Langhaus 1862 durch den Landshuter Maurermeister Simon Pausinger um ein Joch verlängert, Regotisierung 1875–93; mit Ausstattung. | D-2-74-185-1  | weitere Bilder                                    |
| Ulrich-von-Pusch-Straße 3 (Standort)                | Wohnhaus                                          | zum ehemaligen Schloss gehörig, zweigeschossiger Steilsatteldachbau mit abgesetztem, leicht vorkragendem Giebel, gewölbte Erdgeschossräume, 17./18. Jahrhundert. | D-2-74-185-2  | Wohnhaus                                          |
| Ulrich-von-Pusch-Straße 4 (Standort)                | Schulhaus                                         | ausgedehnte Anlage mit Walmdächern und Putzdekor, zweigeschossiger Bau, teilweise über Sockelgeschoss mit Arkaden, südöstlich Erkerturm mit Zeltdach, Dekor mit Stilelementen des Historismus, 1909; am Platz des ehemaligen Schlosses. | D-2-74-185-3  | weitere Bilder                                    |
| Zwischen Ulrich-von-Pusch-Straße 2 und 6 (Standort) | Kriegerdenkmal der Weltkriege 1914–18 und 1939–45 | kniende Soldatenfigur über Steinsockel, errichtet 1914, erweitert 1956. | D-2-74-185-18 | Kriegerdenkmal der Weltkriege 1914–18 und 1939–45 |

### Altenburg
| Lage                  | Objekt                                | Beschreibung | Akten-Nr.    | Bild                                  |
| --------------------- | ------------------------------------- | --- | ------------ | ------------------------------------- |
| Haus Nr. 7 (Standort) | Katholische Filialkirche St. Nikolaus | Saalkirche, gotische Anlage, barock ausgebaut, erneuert 1870, einfacher kleiner Bau mit eingezogenem Chor, westlich vorgesetzt kleiner Turm mit Zwiebelhaube; mit Ausstattung. | D-2-74-185-4 | Katholische Filialkirche St. Nikolaus |

### Freiing
| Lage                  | Objekt | Beschreibung                                                   | Akten-Nr.    | Bild |
| --------------------- | ------ | -------------------------------------------------------------- | ------------ | ---- |
| Haus Nr. 3 (Standort) | Stadel | Steildachbau in Ständerbohlenbauweise, Anfang 19. Jahrhundert. | D-2-74-185-5 | BW   |

### Gessendorf
| Lage                  | Objekt                  | Beschreibung | Akten-Nr.    | Bild                    |
| --------------------- | ----------------------- | --- | ------------ | ----------------------- |
| Haus Nr. 5 (Standort) | Filialkirche St. Moritz | Saalkirche, spätgotische Anlage mit Westturm, Ende 15. Jahrhundert, mit romanischer Apsis, Gliederung durch Strebepfeiler und Mittelstreben, fünfgeschossiger Turm mit Spitzbogenblenden und Satteldachabschluss mit Schwalbenschwanzzinnen; mit Ausstattung. | D-2-74-185-6 | Filialkirche St. Moritz |

### Gundihausen
| Lage                        | Objekt                | Beschreibung | Akten-Nr.    | Bild           |
| --------------------------- | --------------------- | --- | ------------ | -------------- |
| Vilstalstraße 26 (Standort) | Pfarrkirche St. Maria | spätgotische Staffelhalle mit Westturm, zweiten Hälfte 15. Jahrhundert, Fenster barock verändert, Gliederung durch Dreieckstreben und Kaffgesims am Chor sowie Dachfries und umlaufenden Sockel, Turm mit Geschossgliederung, mit krönenden Eckzinnen und geschindeltem Spitzhelm; mit Ausstattung. (Geschütztes Kulturgut) | D-2-74-185-8 | weitere Bilder |

### Kapfing
| Lage                      | Objekt              | Beschreibung | Akten-Nr.     | Bild                |
| ------------------------- | ------------------- | --- | ------------- | ------------------- |
| Aster Straße 2 (Standort) | Ehemaliges Gasthaus | wohl ehemaliger Edelsitz, Wohngebäude, zweigeschossiger kubischer Blockbau mit Zeltdach, 17. Jahrhundert. | D-2-74-185-9  | Ehemaliges Gasthaus |
| Schloßstraße 5 (Standort) | Schloss Kapfing     | Vierflügelanlage, dreigeschossiger Walmdachbau mit zwei Rundtürmen, barocke Anlage um 1720, Rundtürme mit Haubendächern von 1910/11, im südöstlichen Flügel Schlosskapelle St. Joseph von 1721 mit Ausstattung; Schlosspark im englischen Stil, 18./19. Jahrhundert. | D-2-74-185-10 | weitere Bilder      |

### Kemoden
| Lage                  | Objekt                    | Beschreibung | Akten-Nr.     | Bild                      |
| --------------------- | ------------------------- | --- | ------------- | ------------------------- |
| Kirchweg 1 (Standort) | Filialkirche St. Leonhard | Saalkirche mit vorgesetztem Westturm, Gliederung durch Lisenen und umlaufendes Gesims, Turm mit Geschossgliederung und Kuppelhaube, barocke Anlage von 1696–1707; mit Ausstattung. | D-2-74-185-11 | Filialkirche St. Leonhard |

### Matzenau
| Lage                  | Objekt                    | Beschreibung                                                     | Akten-Nr.     | Bild                      |
| --------------------- | ------------------------- | ---------------------------------------------------------------- | ------------- | ------------------------- |
| Haus Nr. 2 (Standort) | Stadel eines Dreiseithofs | Steildachbau in Ständerriegelbauweise mit Bundwerk, erbaut 1788. | D-2-74-185-12 | Stadel eines Dreiseithofs |

### Münchsdorf
| Lage                            | Objekt                                | Beschreibung | Akten-Nr.     | Bild                                  |
| ------------------------------- | ------------------------------------- | --- | ------------- | ------------------------------------- |
| Von-Plankh-Straße 26 (Standort) | Filialkirche St. Maria von Einsiedeln | Dreikonchenanlage mit vorgelegtem Westturm, Turm über Eingangsvorhalle mit Geschoss- und Putzgliederung, mit Spitzhelm, 1703/04 erbaut, 1818 nach Brandschaden in teilweise vereinfachter Form wiederhergestellt; mit Ausstattung. | D-2-74-185-13 | Filialkirche St. Maria von Einsiedeln |
| Vilsbrücke (Standort)           | Bildstock                             | Figur des Hl. Johann von Nepomuk, Mitte 18. Jahrhundert; in modernem Bildstock an der Vilsbrücke. | D-2-74-185-14 | Bildstock                             |

### Reichersdorf
| Lage                   | Objekt                 | Beschreibung | Akten-Nr.     | Bild                   |
| ---------------------- | ---------------------- | --- | ------------- | ---------------------- |
| Haus Nr. 27 (Standort) | Filialkirche St. Georg | Saalkirche mit eingezogenem Chor und Westturm, Rokokobau von 1750, Gliederung durch Lisenen, Sockelband und Putzdekor, Turm mit Geschossgliederung und Spitzhelm; mit Ausstattung. | D-2-74-185-15 | Filialkirche St. Georg |

### Schweiberg
| Lage                  | Objekt        | Beschreibung                                                                                                 | Akten-Nr.     | Bild          |
| --------------------- | ------------- | --- | ------------- | ------------- |
| Haus Nr. 3 (Standort) | Wohnstallhaus | eingeschossiges Gebäude mit steilem Halbwalmdach und giebelseitiger „Hennagred“, erbaut 1711, erneuert 1985. | D-2-74-185-16 | Wohnstallhaus |

## Ehemalige Baudenkmäler
In diesem Abschnitt sind Objekte aufgeführt, die früher einmal in der Denkmalliste eingetragen waren, jetzt aber nicht mehr. Objekte, die in anderem Zusammenhang also z. B. als Teil eines Baudenkmals weiter eingetragen sind, sollen hier nicht aufgeführt werden. Aktennummern in diesem Abschnitt sind ehemalige, jetzt nicht mehr gültige Aktennummern.

| Lage                                 | Objekt        | Beschreibung | Akten-Nr.     | Bild |
| ------------------------------------ | ------------- | --- | ------------- | ---- |
| Gundihausen Schmiedweg 2 (Standort)  | Wohnstallhaus | mit Stüberlvorbau, eingeschossiger Blockbau mit verschaltem Giebel, im Kern Anfang 19. Jahrhundert.                                                                                  | D-2-74-185-7  | BW   |
| Unterfroschham Haus Nr. 3 (Standort) | Traidkasten   | Satteldachbau in Blockbauweise über Ziegelsockel, mit Schrot, 17./18. Jahrhundert; 2014 nach Vilsbiburg, Kleingrub 29 1/5, transferiert, jetzt dort in der Denkmalliste eingetragen. | D-2-74-185-17 | BW   |